# TerraCycle
TerraCycle — американская компания по переработке органических отходов, организация социального предпринимательства.

## История
TerraCycle основана в 2001 году студентами Принстонского университета Томом Саки и Джоном Бейером. За 20 тысяч долларов они приобрели недавно изобретенную во Флориде систему по переработке органических отходов в вермикомпост. Отходы для производства поставлялись их университетской столовой. Проект привлёк внимание прессы и TerraCycle сумел найти инвесторов для дальнейшей работы. Не имея достаточно денег на создание собственной упаковочной линии, компания решила использовать в качестве тары для своего жидкого удобрения использованные пластиковые бутылки. Тару поставляли школы и организации, которым TerraCycle выделял пожертвования. Такие крупные компании, как The Coca-Cola Company и PepsiCo поддержали TerraCycle, официально разрешив им использовать в работу упаковки из под их продукции. В 2005 году удобрения компании начали продаваться в сетях магазинов Wal-Mart Stores и The Home Depot.
Начиная с 2007 года TerraCycle расширила фронт работ. Компания начала производить из вторсырья рюкзаки, сумки, пеналы, продуктовые сумки. С 2012 года компания работает также над переработкой сигаретных фильтров, перерабатывая их в пластиковые гранулы.
В 2013 Фонд Шваба назвал создателя TerraCycle Тома Саки одним из Социальных предпринимателей года, журнал Forbes включил его в число 30 главных социальных предпринимателей мира.
В 2022 году BBC выпустила в эфир документальный фильм о британской программе утилизации TerraCycle, в котором сообщалось, что тюки с упаковками помеченные знаком TerraCycle, предназначенные для переработки в Великобритании, вместо этого были отправлены в Болгарию в качестве топлива для цементного завода, а после того как журналисты спросили об этом Тома Саки, он занервничал и попросил выключить камеру. Так же в фильме было подсчитано, что процент собранной упаковки подходящей для переработки в некоторых случаях составлял всего 1%, и рассматривались утверждения о том, что компании наносящие маркировку TerraCycle на свои упаковки делают это в рамках маркетинговой стратегии, известной как зелёный камуфляж.